# Stanislav Zore
Stanislav Zore OESSH (* 7. září 1958 Kamnik) je slovinský římskokatolický kněz, arcibiskup lublaňský. Od roku 2015 je členem Řádu Božího hrobu v hodnosti komtura s hvězdou, a je velkopřevorem řádového místodržitelství ve Slovinsku.